# Put It on da Floor
Put It on da Floor è un singolo della rapper statunitense Latto, pubblicato il 21 aprile 2023 come primo estratto dal terzo album in studio Sugar Honey Iced Tea.

## Antefatti
Put It on da Floor è stato presentato da Latto in anteprima al festival del Coachella 2023.

## Video musicale
Il video musicale è stato reso disponibile il 24 aprile 2023 ed include spezzoni dalla performance al Coachella.

## Tracce
1. Put It on da Floor – 3:01

## Remix
Il 1º giugno 2023 viene pubblicata una versione remix del brano, intitolata Put It on da Floor Again e realizzata con la partecipazione della rapper statunitense Cardi B. È stata anche inclusa nel terzo album in studio di Latto Sugar Honey Iced Tea.

### Accoglienza
Tom Breihan di Stereogum ha apprezzato il remix, ritenendo che Cardi B «eguaglia e poi supera l'energia di Latto». Similmente, secondo Brycen Saunders di Hypebeast, l'aggiunta della rapper al remix induce «un'extra dose di energia rap di alto calibro».

### Video musicale
In occasione del remix è stato realizzato un secondo video della canzone, che conta la partecipazione anche dei rapper Offset e BabyDrill e della giocatrice di basket Angel Reese.

### Tracce
Download digitale, streaming
1. Put It on da Floor Again (feat. Cardi B) – 3:05

Download digitale, streaming – Instrumental
1. Put It on da Floor Again (feat. Cardi B) (Instrumental) – 3:05

Download digitale, streaming – Continued
1. Put It on da Floor Again (feat. Cardi B) (Continued) – 4:00

## Classifiche

### Classifiche settimanali
| Classifica (2023) | Posizione massima |
| ----------------- | ----------------- |
| Stati Uniti       | 13                |

### Classifiche di fine anno
| Classifica (2023) | Posizione |
| ----------------- | --------- |
| Stati Uniti       | 98        |